# اوربرو

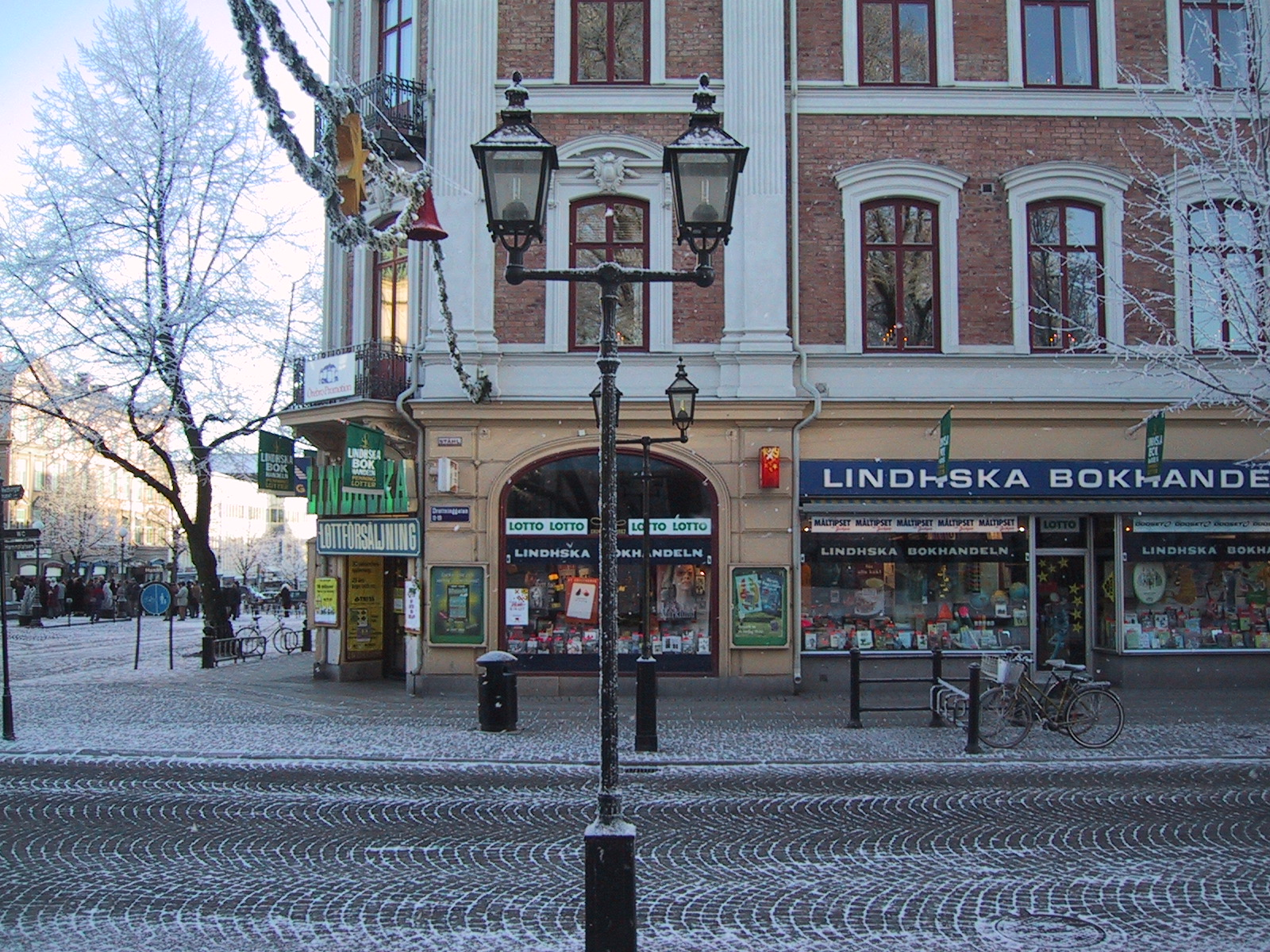
یک کتابخانه در مرکز اوربرو

اوربرو (به سوئدی: Örebro) شهری است در استان اوربرو سوئد که مرکز این استان محسوب می‌شود.
جمعیت این شهر در سال ۲۰۰۵ در حدود ۹۸.۲۳۷ نفر برآورد شده است.

## شهرهای خواهر خوانده
- لودز، لهستان (از سال ۲۰۰۱)
- درامن، نروژ

## نگارخانه

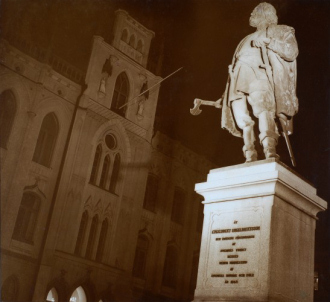
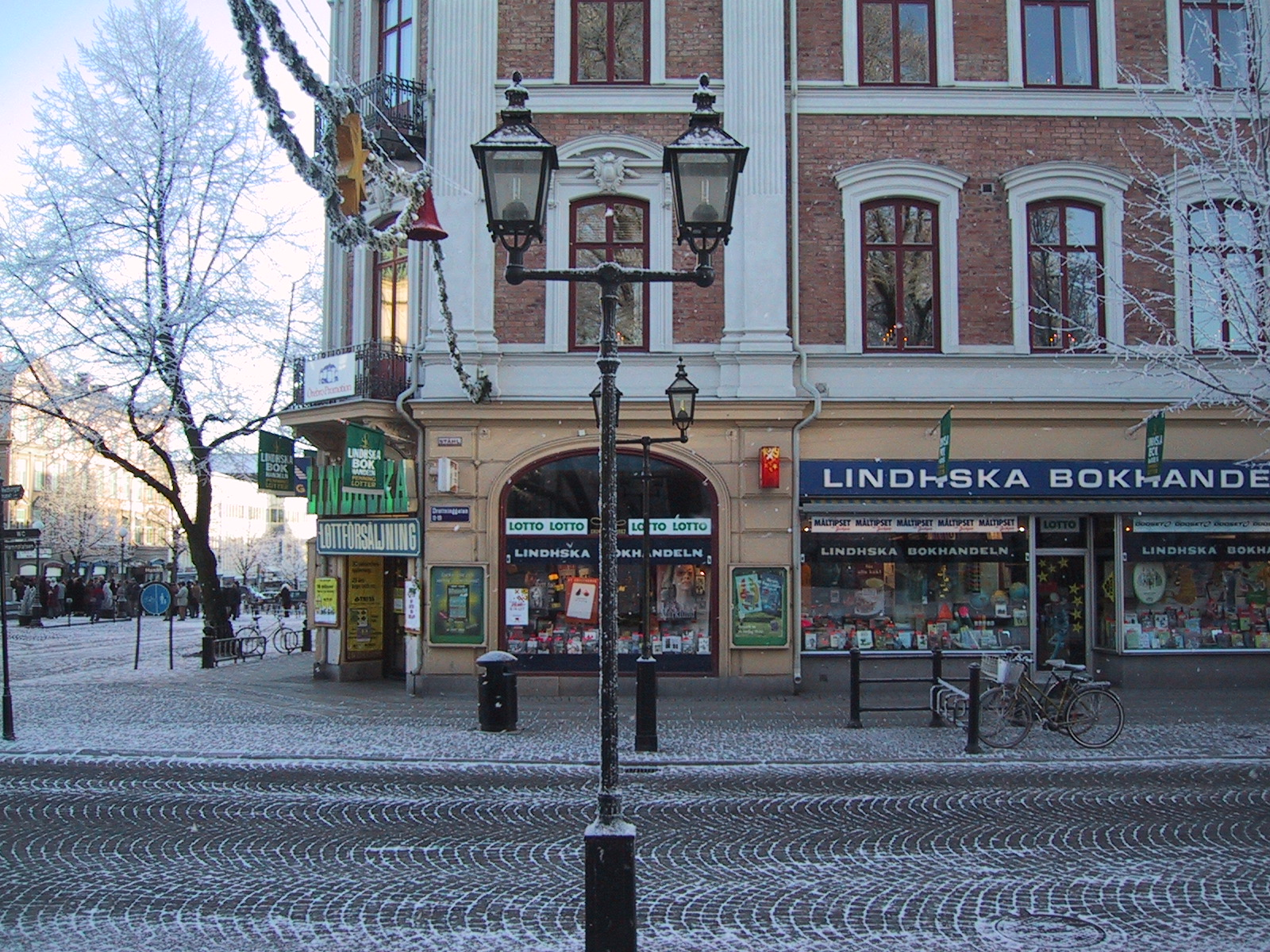
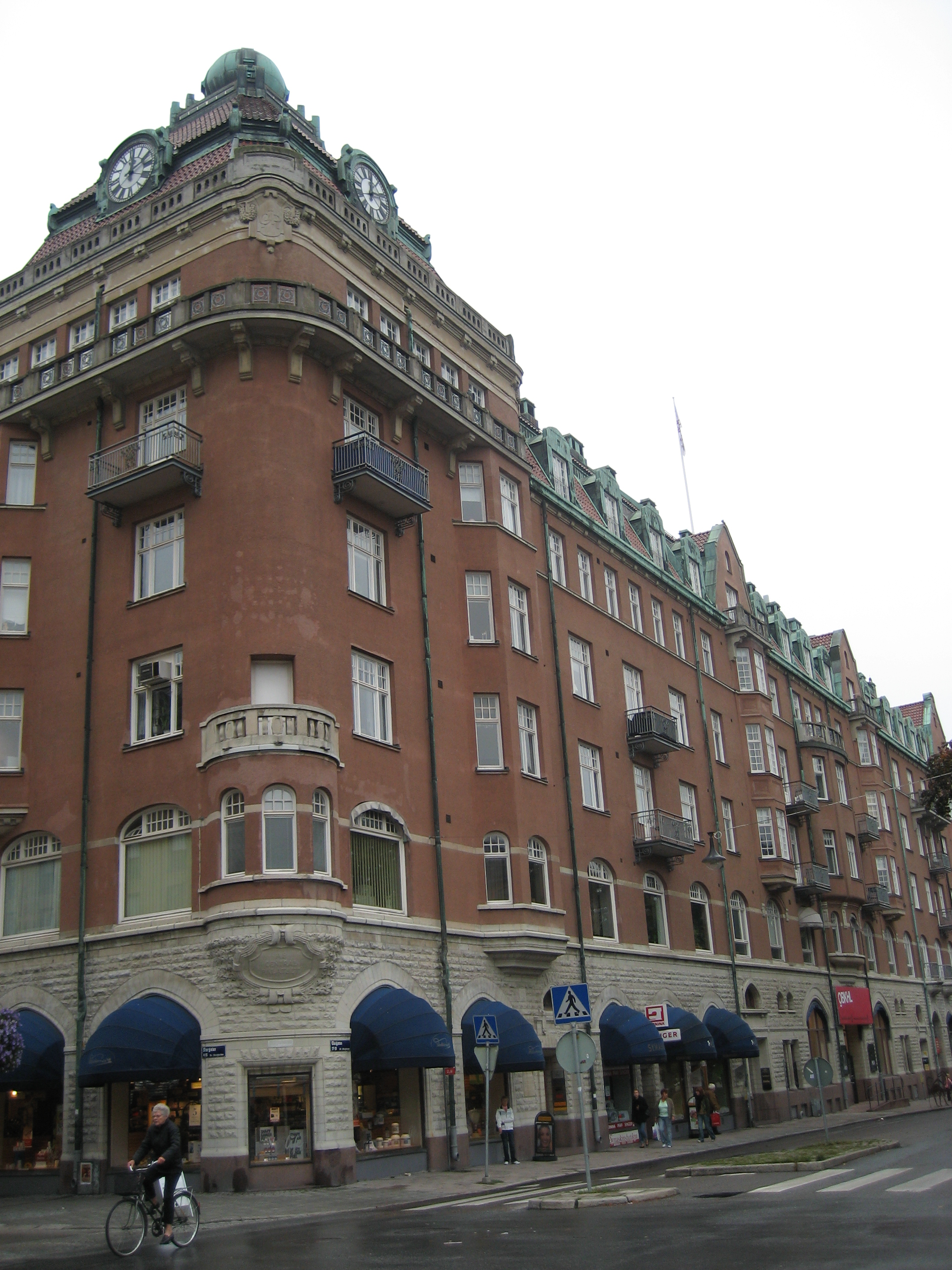